# Kashif Bangnagande
Kashif Bangnagande (jap. バングーナガンデ 佳史扶, Bangunagande Kashifu; * 24. September 2001 in Tokio, Präfektur Tokio) ist ein japanischer Fußballspieler.

## Karriere
Kashif Bangnagande erlernte das Fußballspielen in den Jugendmannschaften vom FC Habilista und des FC Tokyo. Hier unterschrieb er 2019 auch seinen ersten Profivertrag. Der Verein, der in der Präfektur Tokio beheimatet ist, spielte in der höchsten Liga des Landes, der J1 League. Die U23-Mannschaft des Vereins spielte in der dritten Liga, der J3 League. Als Jugendspieler kam er von 2018 bis 2019 25 Mal in der U23 zum Einsatz. 2020 absolvierte er drei Erstligaspiele. Im Finale um den J.League Cup 2020 besiegte Tokyo am 4. Januar 2021 Kashiwa Reysol mit 2:1.

## Erfolge
FC Tokyo
- Japanischer Ligapokalsieger: 2020